# Omicroides singularis
Omicroides singularis är en stekelart som först beskrevs av Smith 1858.  Omicroides singularis ingår i släktet Omicroides och familjen Eumenidae. Inga underarter finns listade i Catalogue of Life.